# Kora (slak)
Kora is een geslacht van weekdieren uit de klasse van de Gastropoda (slakken).

## Soorten
- Kora corallina Simone, 2012
- Kora nigra Simone, 2015
- Kora rupestris Salvador & Simone, 2016